# Ancrene Wisse

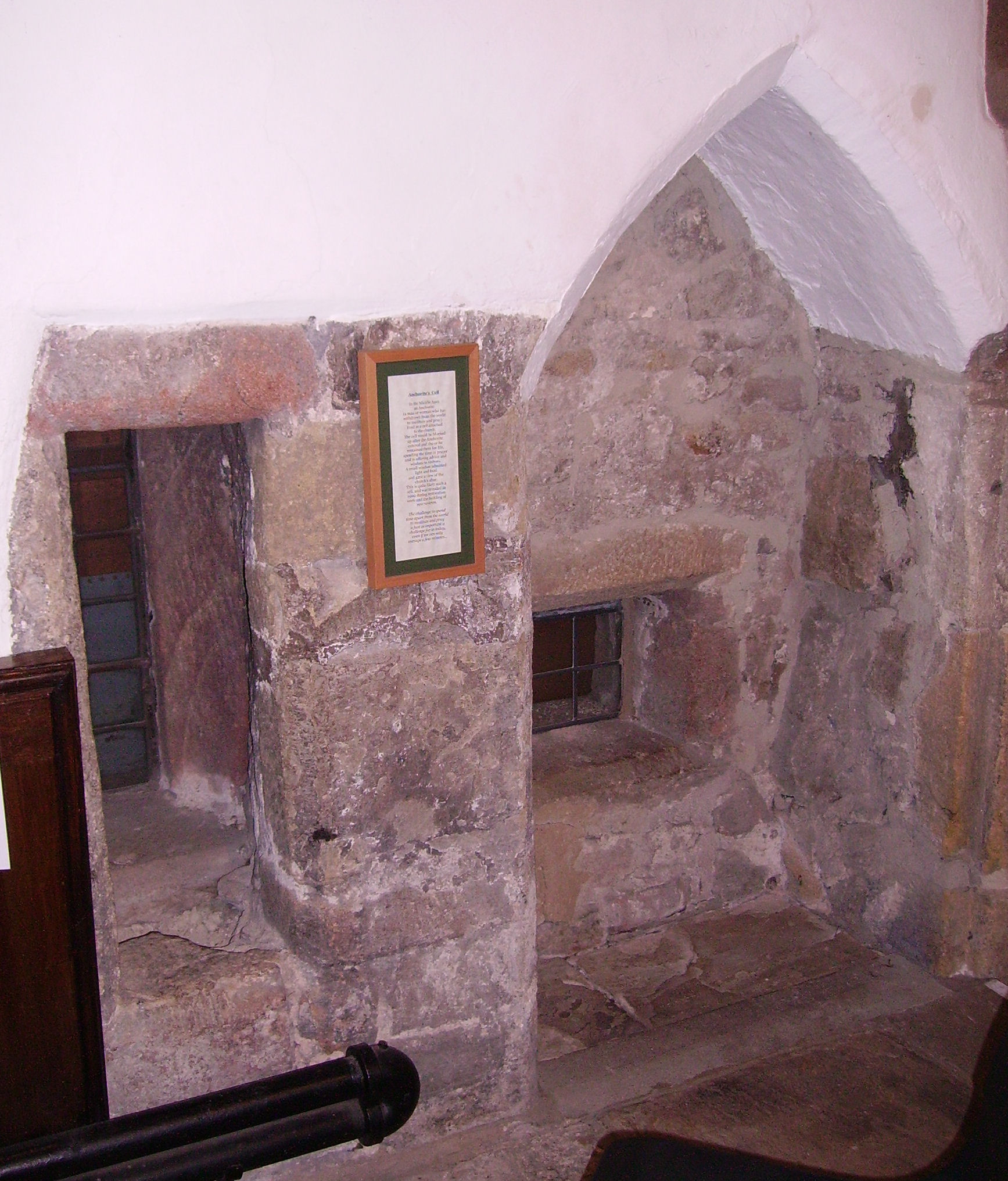
Celda de una anacoreta en la iglesia de la Sagrada Trinidad de Skipton, en el Reino Unido.

La Ancrene Wisse o Ancrene Riwle, referida en inglés moderno como Guide for Anchoresses (‘guía para anacoretas’), es una regla monástica anónima, o manual para religiosas anacoretas, escrita a principios del siglo XIII. La Ancrene Wisse fue compuesta originalmente para tres hermanas que eligieron entrar en vida contemplativa. El trabajo consta de ocho partes: la 1 y la 8 tratan de la «Regla externa» (relativa a la vida pública de las anacoretas) y de la 2 a la 7 de la «Regla interna» (vida privada de las anacoretas).

## Lenguaje y crítica textual
La Ancrene Wisse fue escrita en una variante dialectal temprana del inglés medio conocida como «lenguaje AB», donde la «A» corresponde a los textos contenidos en el manuscrito «Bodley MS 34» (el denominado «Grupo Katherine») y la «B» a los del manuscrito «Corpus MS 402», que contiene una de las versiones de la Ancrene Wisse. El término fue acuñado por el lingüista J. R. R. Tolkien para referirse al lenguaje común de ambos manuscritos. Tolkien describe el lenguaje AB como «una transcripción fiel de algún dialecto... o de un “lenguaje estándar” basado en uno en uso en los Midlands del Oeste en el siglo XIII».

## Manuscritos conservados
Se conservan diecisiete manuscritos medievales que contienen partes de la Ancrene Wisse. De estos, nueve están en el inglés medio original, cuatro son traducciones al francés anglonormando, y otros cuatro son traducciones al latín. El extracto más breve es el denominado «Fragmento Lanhydrock», que consta únicamente de una hoja de pergamino. Los doce más relevantes se listan a continuación:
| Versión | Versión                | Idioma                | Fecha aproximada                            | Ubicación                            | Manuscrito                |
| C       | «Cleopatra»            | Inglés medio          | 1225-1230                                   | Biblioteca Británica                 | Cotton MS Cleopatra C.vi  |
| N       | «Nero»                 | Inglés medio          | 1225-1250                                   | Biblioteca Británica                 | Cotton MS Nero A.xiv      |
| T       | «Titus»                | Inglés medio          | 1225-1250                                   | Biblioteca Británica                 | Cotton MS Tiberius B.i    |
| A       | «Corpus»               | Inglés medio          | 1225-1240                                   | Corpus Christi College (Cambridge)   | MS 402                    |
| -       | «Fragmento Lanhydrock» | Inglés medio          | 1300-1350                                   | Biblioteca Bodleiana (Oxford)        | MS Eng. th.c.70           |
| P       | «Pepys»                | Inglés medio          | 1375-1400                                   | Magdalene College (Cambridge)        | MS Pepys 2498             |
| V       | «Vernon»               | Inglés medio          | 1375-1400                                   | Biblioteca Bodleiana (Oxford)        | MS Eng. Poet.a.1          |
| G       | «Caius»                | Inglés medio          | 1350-1400                                   | Gonville y Caius College (Cambridge) | MS 234/120                |
| R       | «Royal»                | Inglés medio          | Siglo XV                                    | Biblioteca Británica                 | MS Royal 8 C.i            |
| F       | «Vitellius»            | Francés anglonormando | Principios del siglo XIV                    | Biblioteca Británica                 | Cotton MS Vitellius F.vii |
| S       | «Trinity»              | Francés anglonormando | Finales del siglo XIII a principios del XIV | Trinity College (Cambridge)          | MS 883 (R.14.7)           |
| L       | «Latin»                | Latín                 | 1300-1350                                   | Merton College (Oxford)              | MS c.i.5 (Coxe 44)        |

Aunque no se cree que ninguno de los manuscritos conservados sea del autor original del texto, varios datan de su época, la primera mitad del siglo XIII. La primera edición moderna completa del texto, la publicada por Morton en 1853, se basó en el manuscrito de la Biblioteca Británica «Cotton MS Nero A.xiv». Los editores más recientes han preferido el «Corpus MS 402», conservado en el Corpus Christi College de la Universidad de Cambridge, sobre el que Bella Millett ha escrito: «Su consistencia lingüística y alta calidad textual generalizada le hacen cada vez más el manuscrito base preferido para las ediciones, traducciones y estudios de la Ancrene Wisse». La propia Millett lo ha usado como base de la edición crítica publicada en dos volúmenes en 2005 y 2006. El manuscrito del Corpus Christi College es el único que incluye el título Ancrene Wisse.
La Ancrene Wisse fue retraducida parcialmente desde el francés al inglés e incorporada en el texto de finales del siglo XV Treatise of Love (‘Tratado del amor’).

## Ediciones
- Baugh, A. C., ed. (1956), The English Text of the Ancrene Riwle: Edited from British Museum MS Royal 8 C.i, Early English Text Society 232, Oxford University Press..
- Day, Mabel, ed. (1952), The English Text of the Ancrene Riwle: Edited from Cotton MS Nero A.xiv, on the Basis of a Transcript by J. A. Herbert, Early English Text Society 225, Oxford University Press..
- D'Evelyn, Charlotte, ed. (1944), The Latin Text of the Ancrene Riwle: Edited from Merton College MS 44 and British Museum MS Cotton Vitellius E.vii, Early English Text Society 216, Oxford University Press..
- Dobson, E. J., ed. (1972), The English Text of the Ancrene Riwle: Edited from British Museum Cotton MS. Cleopatra C.vi., Early English Text Society 267, Oxford University Press..
- Hasenfratz, Robert J., ed. (2000), Ancrene Wisse, Medieval Institute Publications, Western Michigan University, ISBN 9781580440707.
- Herbert, J. A., ed. (1944), The French Text of the Ancrene Riwle: Edited from MS. Cotton Vitellius F.vii., Early English Text Society 219, Oxford University Press..
- Mack, F. M., ed. (1963), The English Text of the Ancrene Riwle: Edited from Cotton MS. Titus D.xviii. and Bodleian MS. Eng. th.c.70, Early English Text Society 232, Oxford University Press..
- Millett, Bella, ed. (2005), Ancrene Wisse: A Corrected Edition of the Text in Cambridge, Corpus Christi College, MS 402, with Variants from Other Manuscripts, Early English Text Society 325 y 326 1, Oxford University Press, ISBN 0197223281.
- Millett, Bella, ed. (2006), Ancrene Wisse: A Corrected Edition of the Text in Cambridge, Corpus Christi College, MS 402, with Variants from Other Manuscripts, Early English Text Society 325 y 326 2, Oxford University Press, ISBN 0199205760.
- Morton, James, ed. (1853), The Ancren Riwle; a Treatise on the Rules and Duties of Monastic Life, Edited and Translated from a Semi-Saxon MS. of the Thirteenth Century, Londres: Camden Society..
- Tolkien, J. R. R., ed. (1962), The English Text of the Ancrene Riwle: Ancrene Wisse: Edited from MS. Corpus Christi College, Cambridge 402, Early English Text Society 249, Intro. de Ker, N. R., Oxford University Press.. Reimpreso en 2000 (ISBN 0-19-722249-8).
- Trethewey, W. H., ed. (1958), The French Text of the Ancrene Riwle: Edited from Trinity College, Cambridge MS R.147, Early English Text Society 240, Oxford University Press..
- Wilson, R. M., ed. (1954), The English Text of the Ancrene Riwle: Edited from Gonville and Caius College MS. 234/120, Early English Text Society 229, Intro. de Ker, N. R., Oxford University Press..
- Zettersten, Arne, ed. (1976), The English Text of the Ancrene Riwle: Edited from Magdalene College, Cambridge MS. Pepys 2498, Early English Text Society 274, Oxford University Press..
- Zettersten, Arne; Diensberg, Bernard, eds. (2000), The English Text of the Ancrene Riwle, The 'Vernon' text: MS. Bodleian Library Eng. Poet. a.1, Early English Text Society 310, Oxford University Press, ISBN 0197223141..